# Limosella australis
Limosella australis là một loài thực vật có hoa trong họ Huyền sâm. Loài này được R. Br. mô tả khoa học đầu tiên năm 1810.